# Sven Benson
Sven Archer Benson, född 22 januari 1919 i Sölvesborg, död 9 maj 2011 i Göteborg, var en svensk språkvetare, dialektforskare och professor i nordiska språk vid Göteborgs universitet.
Efter studentexamen i Kristianstad 1937 påbörjade Benson studier i nordiska språk vid Lunds universitet. Han blev där filosofie magister 1942, filosofie licentiat 1945 och filosofie doktor 1951 med avhandlingen Studier över adjektivsuffixet -ot i svenskan. Åren 1952–1956 var han anställd som extra ordinarie docent i nordiska språk vid samma universitet.
Som dialektforskare var Benson knuten till Landsmålsarkivet (senare Dialekt- och ortnamnsarkivet) i Lund, först åren 1947–1951 som amanuens och sedan från 1957 till 1974 som arkivchef. Hans forskning fokuserade främst på dialekterna i södra Sverige. Han tillträdde professuren i nordiska språk vid Göteborgs universitet 1974 och pensionerades 1983. 
Benson blev ledamot av Kungliga Humanistiska Vetenskapssamfundet i Lund 1959, Kungliga Gustav Adolfs Akademien för svensk folkkultur 1977 och Kungliga Vetenskaps- och Vitterhetssamhället i Göteborg 1978. Han var redaktör för Arkiv för nordisk filologi 1979–1987.
Sven Benson gifte sig 1948 med Alice Olsson, född 1923. Han gravsattes i minneslunden på Östra kyrkogården i Göteborg den 16 augusti 2011.

## Publikationer i urval
- Studier över adjektivsuffixet -ot i svenskan (1951)
- Blekingska dialektstudier (I 1956, II 1981)
- Südschwedischer Sprachatlas I-IV (1965–1970)
- Danskt lagspråk 1561. Studier i Frederik II:s sjörätt (1994)